# ایهانا دیلون
ایهانا دیلون (به انگلیسی: Ihana Dhillon) بازیگر هندی است.
از فیلم‌هایی که وی در آن نقش داشته‌است می‌توان به داستان نفرت ۴ اشاره کرد.